# Émilie Plater
Pour les autres membres de la famille, voir Plater.
Émilie Plater (en polonais Emilia Plater ou Emilia Platerówna, en lituanien Emilija Pliaterytė, en allemand Emilie von Plater), née le 13 novembre 1806 à Vilnius (alors dans l'Empire russe) et morte le 23 décembre 1831 à Vainežeris (actuelle Lituanie), est une noble lituanienne devenue célèbre en raison de sa participation aux combats durant l'insurrection polonaise de 1830-1831.
Considérée comme une héroïne nationale en Pologne, en Biélorussie et en Lituanie, elle a été comparée par beaucoup d'auteurs à Jeanne d'Arc, notamment par Adam Mickiewicz.

## Biographie

### Origines familiales et formation
Issue de la famille germano-balte des comtes Plater, installée en Courlande et en Livonie polonaise (actuelle Lettonie), elle naît à Wilno (actuelle Vilnius), capitale du grand-duché de Lituanie à l'époque de la république des Deux Nations (Pologne et Lituanie) – le grand-duché a été annexé par la Russie lors des trois partages de la Pologne (1772, 1793 et 1795). 
Elle est la fille du comte François Xavier Plater et d'Anna von der Mohl. Ses parents ayant divorcé en 1815, elle vit ensuite avec sa mère dans un domaine appartenant à un parent, Michel Plater-Zyberk, vice-gouverneur du gouvernement de Vilna. 
Éduquée cependant dans un esprit patriotique (polonais) avec ses deux cousins, Louis et Casimir, elle lit beaucoup et s'intéresse en particulier à Jeanne d'Arc, à Tadeusz Kościuszko, héros de la guerre d'indépendance américaine et de l'insurrection polonaise de 1794, et à une Grecque devenue célèbre au cours de la guerre contre la Turquie, Laskarína Bouboulína (1771-1825). Elle lit aussi des œuvres des grands auteurs allemands de l'époque, Goethe et Schiller (en allemand), ainsi que des écrits issus de la Société des Philomathes de l'université de Wilno (dissoute en 1823). Elle pratique l'équitation et le tir de précision, chose rare pour une femme de cette époque. Elle s'intéresse encore à la culture populaire à travers les chants traditionnels, notamment lors d'un séjour à Dusiaty (Dusetos) en 1823.
De 1824 à 1828, elle voyage en Livonie, Lituanie et Biélorussie ; en 1829, elle se rend dans le royaume de Pologne, à Varsovie, Cracovie et Częstochowa. En 1830, elle perd sa mère ; son père, remarié refuse tout contact avec elle.

### L'insurrection de 1830-1831
Le 29 novembre 1830 commence à Varsovie l'insurrection du royaume de Pologne contre le tsar Nicolas 1er, aussi roi de Pologne. Le 25 janvier 1831, après de vaines tentatives de négociations, la Diète déchoit Nicolas 1er du trône de Pologne et peu après met en place le Gouvernement national. Tandis que l'armée impériale russe du maréchal Diebitsch attaque le royaume à partir du 4 février, sans succès dans un premier temps, l'insurrection s'étend à des provinces polonaises annexées à l'Empire.
Le 25 mars 1831, la garnison russe de la ville de Rosiene (Rossieny) est chassée par un groupe d'insurgés commandés par Jules Grużewski. Cet événement marque le début l’insurrection en Lituanie.

### Participation d'Émilie Plater (29 mars-18 juillet 1831)
Le 29 mars, la jeune comtesse Plater rassemble 280 fantassins, 60 cavaliers et plusieurs centaines de paysans armés de faux et rejoint les insurgés du comte Charles Załuski. Le 4 mai, elle participe à un combat à Przystowiany. Le 10 juin, le général Dezydery Chłapowski lui confie le commandement de la première compagnie du 25e régiment de Lituanie, avec le grade de capitaine.

### Les derniers mois (juillet-décembre 1831)
Après la défaite des insurgés de Lituanie à Szawle (18 juillet) et la décision de  Chłapowski de se réfugier en Prusse, elle refuse ce qu'elle considère comme un déshonneur et décide avec quelques personnes, dont son cousin César Plater, de gagner Varsovie, où la lutte se poursuit (jusqu'au 7 septembre). 
Mais, au bout de 10 jours, épuisée et prise par la fièvre, elle doit s'arrêter à Augustów tandis que César poursuit sa route. D'Augustow, elle est ramenée en Samogitie chez un sympathisant, Ignace Ablamowicz, à Justianowo (actuelle Vainežeris). Apparemment guérie, elle y meurt néanmoins quelques mois plus tard, le 23 décembre.

## Mémoire
La mémoire d’Émilie Plater a été maintenue et diffusée abondamment jusqu’à nos jours, et elle a servi de modèle et d’exemple à de nombreuses Polonaises. Mais bien qu’elle ait commis une transgression de genre pour combattre, en s’habillant en homme, son geste a été transformé dans les récits qui en ont été faits. Au bout du compte, sa figure a renforcé les structures patriarcales et la définition du féminin en Pologne.

## Hommages
- Monument à Émilie Plater à Vainežeris
- Rues : Ulica Emilii Plater dans nombre de villes polonaises, notamment Varsovie (avec plaque commémorative au no 30), Poznań, Rzeszów...
- Lycée : II Liceum Ogólnokształcące im. Emilii Plater w Sosnowcu à Sosnowiec